# 8 Pułk Piechoty Liniowej

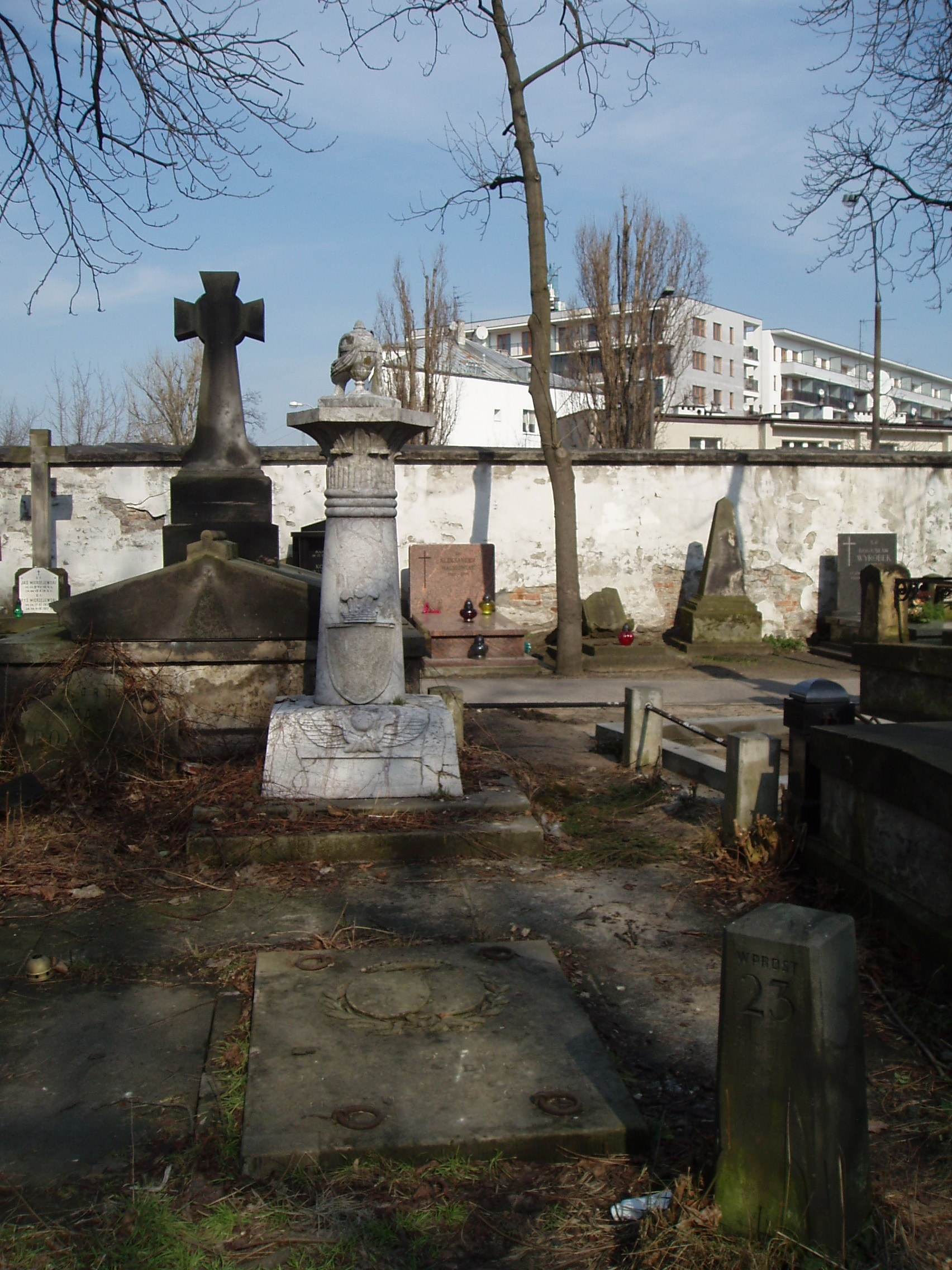
Grób Blumerów, m.in. Ignacego Blumera, pierwszego dowódcy 8 ppl

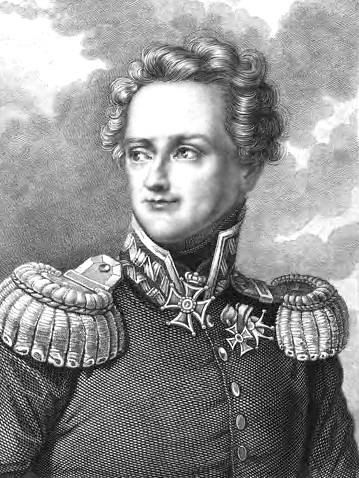
Jan Zygmunt Skrzynecki

8 Pułk Piechoty Liniowej – polski pułk piechoty okresu Królestwa Kongresowego.

## Formowanie i zmiany organizacyjne
Sformowany w 1815. Pułk w okresie pokojowym składał się ze sztabu i dwóch batalionów po cztery kompanie, oraz związanych z batalionami dwoma kompaniami rezerwowymi. Stan kompanii wynosił 4-6 oficerów, 14-16 podoficerów i 184 szeregowych. Stan batalionu 830 żołnierzy. Stan pułku: 5 oficerów starszych, 54–55 oficerów młodszych, 160 podoficerów, 72 muzyków, 1664-1676 szeregowych oraz 5 oficerów i 71-82 podoficerów i szeregowych niefrontowych. W sumie w pułku służyło około 2050 żołnierzy. Pierwsze dwie kompanie pułku były kompaniami wyborczymi, czyli grenadierską i woltyżerską, pozostałe centralnymi zwane  fizylierskimi, czyli strzeleckimi.
W czasie wojny przewidywano rozwinięcie pułku do czterech batalionów po 8 kompanii każdy. W każdym batalionie etatu wojennego tworzono na bazie jednej z nowo powstałych kompanii kompanię woltyżerską.
Wchodził w struktury 2 Dywizji Piechoty. Po wybuchu powstania listopadowego zreorganizowano piechotę. Pułk wszedł w skład nowo sformowanej 3 Dywizji Piechoty. 
26 kwietnia 1931 przeprowadzono kolejną reorganizacje piechoty armii głównej dzieląc ją na pięć dywizji. Pułk znalazł się w 1 Brygadzie 3 Dywizji Piechoty.

## Dyslokacja pułku
Stanowisko: województwo płockie i mazowieckie.
Miejsca dyslokacji pododdziałów pułku w 1830:
- sztab - Pułtusk
- 1 batalion - Serock
- 2 batalion - Pułtusk
- dwie kompanie wyborcze - Warszawa[c]

## Żołnierze pułku
Pułkiem dowodzili:
- płk Ignacy Blumer[8](od 1815; 29 października 1818 otrzymał awans na generała brygady),
- płk Jan Zygmunt Skrzynecki[8] (od 1818 do 22 grudnia 1830, z przerwą w latach 1819 i 1820, kiedy wakowało dowództwo pułku),
- ppłk Ludwik Kierwiński (6 lutego do 7 marca 1831),
- płk Emilian Węgierski (7 marca do 6 maja 1831),
- ppłk Jakub Antonini (6 maja do 14 lipca 1831),
- mjr Jan Wodzyński (od 14 lipca 1831, ppłk od 1 sierpnia; 6 września wzięty do niewoli),
- płk Teodor Podczaski (22 września 1831).

## Walki pułku
Pułk brał udział w walkach w czasie powstania listopadowego.
Bitwy i potyczki:
- Warszawa (29 listopada 1830)
- Zakrzew (14 lutego 1831)
- Dobre (17 lutego)
- Wawer (19 lutego)
- Grochów (20 i 25 lutego)
- Zegrze (23 lutego)
- Dębe Wielkie (31 marca)
- Iganie (10 kwietnia)
- Kleczkowo (18 maja)
- Rudki (20 maja)
- Nadbory (25 maja)
- Ostrołęka (26 maja)
- Warszawa (6 i 7 września).

W 1831 roku, w czasie wojny z Rosją, żołnierze pułku otrzymali 3 krzyże kawalerskie, 41 złotych i 114 srebrnych krzyży Orderu Virtuti Militari.

## Uzbrojenie i umundurowanie

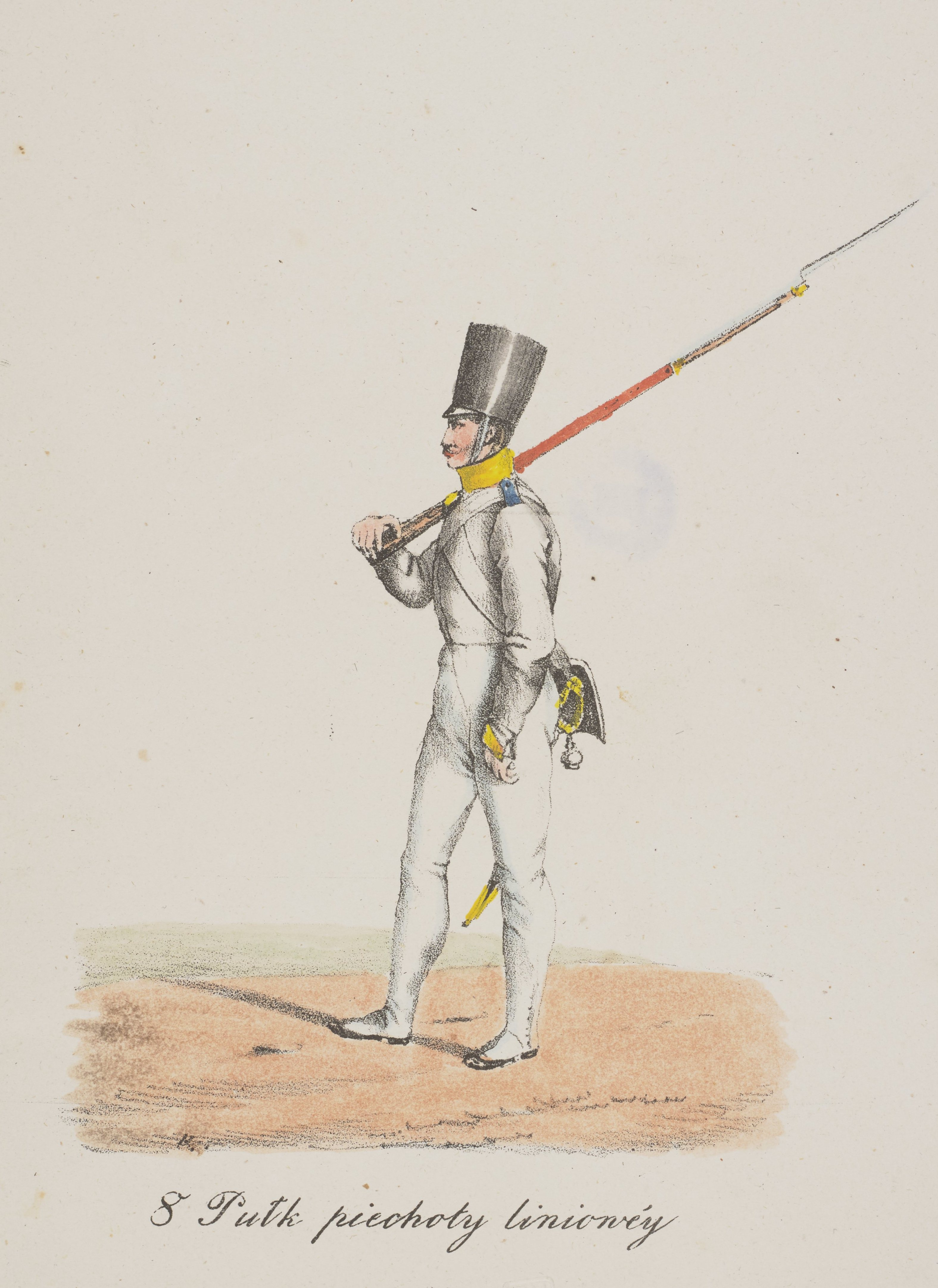
Żołnierz 8 Pułku Piechoty Liniowej na litografii Józefa Kondratowicza (1829)

Uzbrojenie podstawowe piechurów stanowiły karabiny skałkowe. Pierwotnie  było to karabiny francuskie wz. 1777 (kaliber 17,5 mm), później zastąpione rosyjskimi z fabryk tulskich wz. 1811 (kaliber 17,78 mm). Poza karabinami piechurzy posiadali bagnety i, w kompaniach grenadierskich oraz u podoficerów - tasaki (pałasze piechoty). Wyposażenie uzupełniała łopatka saperska, ładownica na 40 naboi oraz pochwa na bagnet.
Umundurowanie piechura składało się z granatowej kurtki i spodni - zimą sukiennych granatowych, latem płóciennych białych. Żołnierze pułku mieli naramienniki koloru granatowego z żółtą wypustką oraz żółte wyłogi i kołnierz oraz białe pasy (jak cała piechota linowa). Numer dywizji (2) żółty. Używano wysokich czapek o okrągłych denkach (tzw. kaszkiety) z białymi sznurami (kordonami) oraz pomponami (w kompaniach fizylierskich) lub kitami (w kompaniach grenadierskich). Po reformie w roku 1826 wprowadzono pantalony zapinane na guziki oraz nowe, wyższe kaszkiety bez kordonów. Na kaszkiecie znajdowała się blacha z orłem i numerem pułku. W razie niepogody noszono szare, sukienne płaszcze, długie do kostek, z żółtymi kołnierzami i granatowymi naramiennikami, zaś na kaszkiet, po zdjęciu kordonów i pomponu (kity) zakładano ceratowy pokrowiec. Utworzone w grudniu 1830 roku 3. i 4. batalion pułku nie miał kaszkietów, lecz okrągłe furażerki bez daszka, ze zmniejszonym denkiem w celu łatwiejszego odróżniania ich od rosyjskich. 
W takim ubiorze żołnierze 8 PPL walczyli pod Grochowem i Dębem Wielkim.

## Chorągiew
Na tle granatowego krzyża kawalerskiego w czerwonym polu, w otoku z wieńca laurowego umieszczony był biały orzeł ze szponami dziobem i koroną złoconą.
Pola między ramionami krzyża – czarne z czerwonym, a w rogach płata królewskie inicjały: A I, później M I z koroną, otoczone wieńcami laurowymi.